# أندروفيليا وجينيفليا
الأندروفيليا والجينيفيليا (بالإنجليزية: Androphilia and gynephilia) هما مصطلحان يُستخدمان في العلوم السلوكية لوصف التوجه الجنسي للفرد بدلًا من مصطلحي المغايرة الجنسية والمثلية الجنسية المُصاغين في إطار الثنائية الجندرية. يُقصد بالأندروفيليا: الانجذاب الجنسي للرجال أو الذكورة؛ بينما يُقصد بالجينيفيليا: الانجذاب الجنسي للنساء أو الأنوثة. يُستخدم مصطلح الأمبيفيليا «الولع بالجانبين» لوصف الشخص الذي يجمع بين الأندروفيليا والجينيفيليا، أو الشخص مزدوج التوجه الجنسي.
تُستخدم هذه المصطلحات بشكل موضوعي لتحديد هوية من ينجذب إليه الشخص جنسيًا دون التطرق لتوجهه الجنسي أو هويته الجندرية. يتيح هذا تفادي التحيز المتأصل في المفاهيم المعيارية للجنسانية، ويجنب الالتباس والإساءة عند وصف الأشخاص في الثقافات غير الغربية، وكذلك عند وصف الأشخاص ثنائيو الجنس والمتحولين جنسيًا، وخاصةً أولئك الأفراد غير مزدوجي الجنس أو الذين لا يمكن تصنفيهم ضمن الثنائية الجندرية.

## تاريخ الاستخدام

### أندروفيليا
قسَّم ماغنوس هيرشفيلد -عالم جنس وطبيب ألماني عاش في أوائل القرن العشرين- الرجال المثليين جنسيًا إلى أربع مجموعات: بيدوفيليين: الذين ينجذبون إلى الشباب غير البالغ، وإفيبوفيليين: الذين هم أكثر من ينجذبون إلى الشباب من سن البلوغ حتى أوائل العشرينات، وأندروفيليين: الذين ينجذبون أكثر إلى الأشخاص بين أوائل العشرينات وسن الخمسين، وجيرونتوفيليين: الذين ينجذبون أكثر إلى الرجال الأكبر سنًا وحتى الشيخوخة الخرِفة. بحسب كارين فرانكلين -عالمة في علم النفس الشرعي أمريكية- اعتبر هيرشفيلد أن الإفيبوفيليا «شائعة وغير مَرَضية، إذ يشكل كل من الإفيبوفيليين والأندروفيليين نحو 45% من مثليي الجنس».
في كتابه «الأندروفيليا، البيان: رفض الهوية المثلية، واستعادة الذكورة» يستخدم جاك دونوفان هذا المصطلح للتأكيد على الذكورة في الشخص ومن ينجذب إليه من الرجال في إطار الرغبة الجنسية المثلية، ولرفض عدم الانسجام الجنسي الذي يراه في بعض شرائح الهوية الجنسية المثلية.
يستخدم مصطلح «الجنسانية الذكرية» أحيانًا كمرادف للأندروفيليا.

#### استخدامات بديلة في علم الأحياء والطب
في علم الأحياء، يستخدم مصطلح «أندروفيلي» أحيانًا كمرادف لمصطلح «أنثروبوفيلي» الذي يصف الطفيليات التي لديها أفضلية للبشر كمُضيفين عن الحيوانات غير المشخصنة. يستخدم الأندروفيليك أحيانًا لوصف بعض البروتينات ومستقبلات هرمون الأندروجين.

### جينيفليا
ظهرت إحدى ترجمات هذا المصطلح في اللغة اليونانية القديمة. في الأنشودة الرعوية رقم 8، السطر 60، يستخدم ثيوقريطس مصطلح جينيكوفيلياس (باليونانية: γυναικοφίλιας) كتعبير لطيف لوصف شهوة زيوس تجاه للنساء. استخدم سيغموند فرويد مصطلح «جينيكوفيلية» عندما تحدث عن «دورا» إحدى مريضاته التي أجرى عليها دراسة حالة وشخصها بالهستيريا. استخدم المصطلح أيضًا في مراسلاته. يُستخدم المصطلح ذاته بتهجئة مختلفة «جينوفليا» في بعض الأحيان.
يستخدم أيضًا مصطلح «الجنسانية الذكرية» كمرادف ولكن بقلة شديدة. اقترحت المحللة النفسية نانسي تشودورو أن يُطلق على الميول الجنسانية في مرحلة ما قبل الأوديبية -والتي يوجه فيها الطفل تركيزه النفسي والشهواني نحو أمه، وهي مرحلة يختبرها كل من الفتيان والفتيات- «جنسانية جينيفلية» أو «جنسانية أمومية» نظرًا لتركيزها الحصري نحو الأم.

## الاهتمام الجنسي في البالغين
بعد هيرشفيلد، استُخدم مصطلحي الأندروفيليا والجينيفيليا في بعض الأحيان في التصنيفات التي تحدد الانجذاب الجنسي على أساس الفئات العمرية، والذي أطلق عليه جون ماني اسم كرونوفيليا «الولع العمري». في مثل هذه المخططات، يُسمى الانجذاب الجنسي للبالغين تيليوفيليا «الولع بالمثالية» أو أدالتوفيليا «الولع بالنضوج». تعد الأندروفيليا والجينيفيليا -في هذا السياق- متغيرات جنسانية تعني «الانجذاب للذكور البالغين» و«الانجذاب للإناث البالغات» على التوالي. كتب عالم النفس دينيس هويت:
التعريف مسألة نظرية في المقام الأول، وليس مجرد تصنيف، لأن التصنيف يتضمن النظرية حتى لو كانت بدائية. استخدم فرويد وآخرون عام 1984 كلمات لاتينية لتصنيف الانجذاب الجنسي على أساس الجنس والعمر:
جينيفليا: الانجذاب الجنسي للنساء البالغات جسديًا.

أندروفيليا: الانجذاب الجنسي للرجال البالغين جسديًا.

## مقاييس الأندروفيليا والجينيفليا
ابتُكِر مقياس الجينيفليا المكون من 9 عناصر لقياس مدى الإثارة الجنسية للإناث البالغات جسديًا، ومقياس الأندروفيليا من 13 عنصر لقياس مدى الإثارة الجنسية للرجال البالغين جسديًا. طوَّر كورت فروند وبيتي شتاينر المقياسين عام 1982. عدلهما راي بلانشارد لاحقًا في عام 1985، ليصبحا معًا مقياسًا واحدًا تحت اسم «مؤشر الأندروفيليا-الجينيفيليا المُعدل».

## الهوية الجندرية
فرق ماغنوس هيرشفيلد التفاوت الجندري بين الجينيفيليا، وازدواجية التوجه الجنسي، والأندروفيليا، واللاجنسية، والنرجسية أو الأحادية الجنسية الذاتية في الأشخاص. منذ ذلك الحين، اقترح بعض علماء النفس استخدام مصطلحات: متحول جنسيًا مثلي، ومتحول جنسيًا مغاير، ومتحول جنسيًا غير مثلي. وصف جيمس دي وينريش عالم الأحياء هذا الانقسام بين علماء النفس: «إن المتحولين جنسيًا الذين ينجذبون إلى الرجال (الذين يسميهم البعض «مثليين الجنس» والبعض الآخر يسمونهم «أندروفيليين») في الزاوية اليسرى السفلية من طاولة XY، من أجل تماشي الرجال المثليين جنسيا (الأندروفيليين) العاديين في أسفل اليمين.

### الجندر في الثقافات غير الغربية
يدعو بعض الباحثين إلى استخدام بعض المصطلحات لتجنب التحيز المتأصل في المفاهيم الغربية للجنسانية المُصاغة في إطار الثنائية الجندرية. في كتابها عن ديموغرافية الأشخاص الفآفافيين -أشخاص يعرفون أنفسهم على أن لديهم جندرًا ثالثًا أو جندر غير ثنائي- في دولة ساموا، كتبت عالمة الاجتماع جوهانا شميدت:
قدم كل من: كريس بواسا، وراي بلانشارد، وكينيث زوكر حججًا تشير إلى أن الفآفافيين يندرجون تحت اسم «المتحولين جنسيًا مثليي الجنس»، بتطبيق نفس معادلة ترتيب الميلاد على عائلات الفآفافيين، كما استُخدم مع «العابرين جنسيًا مثليي الجنس». على الرغم من عدم تقديم أي علاقة سببية واضحة، فإن استخدام بواسا وبلانشارد وزوكر لمصطلح «العابرين جنسيًا مثليي الجنس» للإشارة إلى من يتحول جنسيًا من الذكور إلى إناث وينجذبون جنسيًا إلى الرجال، يرسم رابطًا واضحًا بين التوجه الجنسي والهوية الجندرية. يُعزز هذا الرابط من خلال الإشارة إلى حقيقة وجود معادلات ترتيب ميلاد مماثلة للرجال المثليين.
تقول شميدت أن مصطلح مثل «العابرين جنسيًا مثليي الجنس» يدل على نوع الجنس الثالث لا يتماشى مع كل الفئات الثقافية. تستشهد بعمل بول فاسي ونانسي بارتليت قائلةً: «يكشف فاسي وبارتليت عن الخصوصية الثقافية لمفاهيم مثل المثلية الجنسية، يواصلان استخدام مصطلحات «علمية» (والتي من المفترض أن تكون أكثر «موضوعية» للأندروفيليا والجينيفيليا (الانجذاب الجنسي للرجال أو الذكورة، والمرأة أو الأنوثة على التوالي) لفهم جنسانية الفآفافيين والسامويين الآخرين». قدم الباحث سام وينتر حجة مماثلة:
مصطلحات مثل «المثلية الجنسية» والمغايرة الجنسية (و «المثليين»، و«المثليات»، «مزدوجي التوجه الجنسي»، إلخ) هي مفاهيم غربية. العديد من الآسيويين ليسوا على دراية بها، ولا يسهل ترجمتها إلى لغاتهم الأصلية أو وجهات نظرهم الجنسية. ومع ذلك، أَغتنم هذه الفرصة لأسجل أني أعتبر أن المرأة المتحولة جنسيًا الأندروفيلية (أي التي تنجذب جنسيًا إلى الرجال) تكون مغايرة الجنس نظرًا لانجذابها لعضو من جنس آخر والمرأة المتحولة جنسيًا الجينيفيلية (أي التي تنجذب جنسيًا إلى النساء) تكون مثلية الجنس لأن لديها تفضيلية لذات الجنس. إن استخدامي يتعارض مع الكثير من المؤلفات الغربية (خاصة الطبية) التي لا تستمر في الإشارة إلى المرأة المتحولة جنسيًا الأندروفيلية والمرأة المتحولة جنسيًا الجينيفيلية على أنهن مثليات (في الواقع مثلهن مثل الذكور والإناث المتحولين جنسيًا مثليي ومثليات الجنس، على التوالي).